# Cezary Morawski
Cezary Jan Morawski (ur. 5 czerwca 1954 w Szczecinie) – polski aktor telewizyjny, filmowy i teatralny; prodziekan Wydziału Aktorskiego Akademii Teatralnej w Warszawie (1996–2002), skarbnik Związku Artystów Scen Polskich (1999–2002), dyrektor Teatru Polskiego we Wrocławiu (2016–2018).

## Życiorys

### Kariera teatralna
Zadebiutował 21 marca 1976 rolą Maski 3 w Gdy rozum śpi Antonio Buero Vallejo w reżyserii Andrzeja Wajdy. W 1977 ukończył studia na Wydziale Aktorskim warszawskiej Państwowej Wyższej Szkoły Teatralnej im. Aleksandra Zelwerowicza i związał się z Teatrem Współczesnym w Warszawie. W 1988 został aktorem Teatru Powszechnego im. Zygmunta Hübnera. W 1997 przestał występować na deskach Powszechnego i był kolejno związany z: Teatrem im. Wojciecha Bogusławskiego w Kaliszu, Teatrem Syrena w Warszawie, Teatrem Dramatycznym im. Aleksandra Węgierki w Białymstoku i Teatrem Ochoty. W ostatnich latach występował przede wszystkim na deskach farsowego Teatru Capitol w Warszawie. Ponadto reżyserował na deskach UBS Theater Schwedt (Niemcy) oraz Teatru na Pohulance (Litwa). Jest także aktorem w stowarzyszeniu teatr tm, prowadzonym przez Tomasza Mędrzaka.
Był stypendystą Instytutu Teatralnego Uniwersytetu Wiedeńskiego. W 2000 został odznaczony Krzyżem Kawalerskim Orderu Odrodzenia Polski za zasługi w działalności społecznej i charytatywnej na rzecz środowiska artystycznego. Za rolę w spektaklu Moja Dusza otrzymał z rąk prezydenta Lecha Wałęsy honorowy tytuł „Ambasador Sybiraków” przyznawany przez Światowy Zjazd Sybiraków. Jest jednym z bohaterów książki Siła codzienności.

### Kariera pedagogiczna
W latach 1977–2015 był wykładowcą warszawskiej Akademii Teatralnej, gdzie pełnił także funkcje pełnomocnika rektora ds. współpracy międzynarodowej oraz prodziekana Wydziału Aktorskiego (1996–2002). Był dyrektorem artystycznym Międzynarodowego Festiwalu Szkół Teatralnych ITSelF w Warszawie, a także przewodniczącym Rady Artystycznej Festiwalu ITSelF. Od 2013 wykłada na Wydziale Wokalno-Aktorskim Uniwersytetu Muzycznego Fryderyka Chopina w Warszawie oraz Akademii Muzycznej w Gdańsku.

### Skarbnik ZASP (1999–2002)

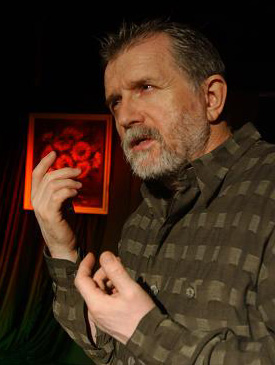
Cezary Morawski, 2009

W latach 1999–2002, za prezesury Kazimierza Kaczora, był skarbnikiem Związku Artystów Scen Polskich. W 2005 Zarząd Główny ZASP pozbawił Morawskiego członkostwa w stowarzyszeniu. W 2001 Morawski i Kaczor narazili ZASP na ponad 9,2 mln zł strat. W wyniku procesu i odwołania w tej sprawie, w 2011 wydział odwoławczy Sądu Okręgowego w Warszawie utrzymał w mocy wyrok Sądu Rejonowego Warszawa-Śródmieście, oddalając wszystkie apelacje, zarówno oskarżonych, jak i prokuratorską. Sąd wprawdzie uznał winę oskarżonych, ale jednocześnie warunkowo umorzył postępowanie na okres próbny jednego roku, ponieważ działanie oskarżonych było wynikiem naruszenia zasad ostrożności, a nie umyślnego działania i zaznaczył, że nikt nie zarzuca oszustwa, a ich wina miała charakter nieumyślny; orzeczenie jest prawomocne.

### Dyrektor Teatru Polskiego we Wrocławiu (2016–2018)
1 września 2016 został dyrektorem Teatru Polskiego we Wrocławiu. Jego wybór na stanowisko dyrektora teatru spotkał się z protestem zespołu i środowisk twórczych, był on spowodowany prawomocnym wyrokiem kandydata, zaproponowanym programem artystycznym oraz zdaniem przeciwników kandydatury Morawskiego nieprawidłowościami w procedurze konkursowej, na które wskazał m.in. reżyser Krystian Lupa.
Od początku pełnienia funkcji dyrektora, na deskach Teatru Polskiego zaprezentował spektakle prywatnych teatrów, m.in. Powrót Norwida (tarnowski Teatr Nie Teraz), Bar pod Zdechłym Psem (Teatr Kamienica, Kujawsko-Pomorski Impresaryjny Teatr Muzyczny), Baśnie Pana Perrault (wrocławski Teatr Artenes) oraz Edukację Rity i Na pełnym morzu (teatr tm). Pierwszą premierą za jego dyrekcji był Chory z urojenia Moliera w reżyserii Janusza Wiśniewskiego. Ponadto odmówił wyjazdu spektaklu Wycinka w reż. Krystiana Lupy na festiwale w Budapeszcie, Montrealu i Quebecu.
10 lutego 2017 wszczęto wobec Morawskiego procedurę odwoławczą ze stanowiska dyrektora teatru.
W październiku 2018 upubliczniono wyniki kontroli wrocławskiego oddziału Najwyższej Izby Kontroli, z których wynikało, iż Morawski niezgodnie z prawem płacił sobie za działalność aktorską, scenograficzną i reżyserską, a także wydatkował środki publiczne i zaciągał zobowiązania z przekroczeniem limitów wyznaczonych w planach finansowych teatru. Kontrola NIK wykazała również znaczący spadek liczby widzów Teatru Polskiego we Wrocławiu. Urząd Marszałkowski Województwa Dolnośląskiego wskazał zaś na ponad milionowe zadłużenie sceny. 26 listopada 2018 został odwołany z funkcji dyrektora teatru.

## Życie prywatne
Żonaty z aktorką Anną Zagórską. Jego synem z pierwszego małżeństwa z Joanną Morawską jest Tomasz Morawski, producent filmowy. Ma także córkę.

## Filmografia
- 1977–1978: Układ krążenia – Maciej Bognar
- 1977: Akcja pod Arsenałem – Rudy
- 1978: Zielona miłość – kolega Pawła (odc. 1 i 2)
- 1978: Spirala – Czarek
- 1979: Drogi pośród nocy – młody chłop
- 1980: Constans – Stefan, przyjaciel Witolda
- 1980: Głosy – Misza
- 1981: Najdłuższa wojna nowoczesnej Europy – zwalniany z więzienia student odmawiający podpisania deklaracji (odc. 2)
- 1981: Książę – Olo
- 1981: Debiutantka – Marek, chłopak Ewy
- 1981: Z dalekiego kraju – Karol Wojtyła
- 1981: Dziecinne pytania – Wojtek
- 1981: Blizny – podporucznik niemiecki
- 1983: Fachowiec – Kazimierz
- 1984: Dom wariatów – ojciec w młodości
- 1985: Labirynt – Tadeusz
- 1985: Sceny dziecięce z życia prowincji – uczestnik prywatki
- 1985: Greta – polski lekarz wojskowy
- 1986: Nieproszony gość – psycholog Stefan
- 1987: Dorastanie – Tadeusz Leszkiewicz
- 1987: Sala nr 6 – ksiądz
- 1987: Komediantka – Stanisław Babiński, telegrafista na stacji w Bukowcu, następca Orłowskiego na stanowisku naczelnika stacji
- 1988: I skrzypce przestały grać – kapitan Brond w Oświęcimiu
- 1989: Modrzejewska – Henryk Sienkiewicz (odc. 6 i 7)
- 1990: Pensjonat „Słoneczny Blask” – Andrzej Leski
- 1990: Europa, Europa
- 1992: Wiatr ze wschodu – członek bandy napadającej na hotel
- 1993–1994: Zespół adwokacki – ksiądz Michał
- 1996: Maszyna zmian. Nowe przygody – dyrektor sklepu „Max” (odc. 2)
- 1997: W krainie Władcy Smoków – Hugo
- 1997: Dom – stoczniowiec (odc. 18)
- 1998–2013: Klan – lekarz Leon Krawczyk operujący Michała; profesor Maksymilian Bogucki, etnolog
- 1998: Sto minut wakacji – kierownik ochrony w supermarkecie
- 1998: Amok – szef radia
- 1998: Ekstradycja 3 – lekarz (odc. 8)
- 1998–2003: Miodowe lata – reżyser TV (odc. 4)
- 1998–2000: Mordziaki – Sosnowski (odc. 8); Piotrowski (odc. 9)
- 1999–2000: Czułość i kłamstwa – Filip Kosecki
- 1999: Na plebanii w Wyszkowie 1920 – Julian Marchlewski
- 1999: Wszystkie pieniądze świata – doktor Krawczyk
- 1999: Sto minut wakacji (serial) – kierownik ochrony w supermarkecie
- 1999: Jak narkotyk – docent
- 1999: Trzy szalone zera – Tata Olafa
- 2000: Na dobre i na złe – mecenas Andrzej Wojdak (odc. 15)
- 2000–2006: M jak miłość – Krzysztof Zduński
- 2000: Twarze i maski – Wiktor Wirowski (odc. 5 i 8)
- 2001: Marszałek Piłsudski – Maxime Weygand (odc. 5)
- 2001: Kameleon – lekarz
- 2002: Rób swoje, ryzyko jest twoje – profesor w filmie „Przodem do tyłu”
- 2002: Haker – dyrektor
- 2007: Na Wspólnej – Krzysztof Zielski
- 2008: Na kocią łapę – profesor Edward Poznański
- 2009: Sprawiedliwi – Ignacy Kowalski (odc. 1–3)
- 2011: 80 milionów – dyrektor banku Jerzy Aulich
- 2012–2014: Prawo Agaty – sędzia Jurga
- 2012–2013: Barwy szczęścia – Bogumił, właściciel zakładu fryzjerskiego
- 2013: Układ zamknięty – sekretarz partii
- 2013: Lekarze – ojciec Miry (odc. 23)
- 2013: Czas honoru – profesor, wykładowca Leny (odc. 66 i 70)
- 2014: Blondynka – Niemiec (odc. 31)
- 2014: Na krawędzi 2 – doktor Śmigielski (odc. 7)
- 2015: Prawo Agaty – sędzia (odc. 83)
- 2015: Ojciec Mateusz – profesor Jarosław Boliński (odc. 173)
- od 2019: Korona królów – Engelhard von Wildstein
- 2019: W rytmie serca – pacjent (odc. 65)
- 2020: Banksterzy – prezes banku

## Jako reżyser dubbingu
- 1985–1988: M.A.S.K.
- 1991: Przygody Syrenki
- 1999: Babar – król słoni
- 1999: Scooby Doo i duch czarownicy
- 2000–2001: Przygody Kuby Guzika
- 2002: Kim Kolwiek
- 2004: 7 krasnoludków – historia prawdziwa
- 2004–2006: Liga Sprawiedliwych bez granic
- 2005: Robotboy
- 2006: Stefan Malutki
- 2006: Ciekawski George
- 2007: 7 krasnoludków: Las to za mało – historia jeszcze prawdziwsza
- 2007: Wojownicze Żółwie Ninja
- 2008: Lato Muminków
- 2009: Renifer Niko ratuje święta
- 2010: Ciekawski George: Małpiszon i Gwiazdka
- 2010: Ciekawski George 2
- 2010: Heavy Rain
- 2010: Mysi agenci
- 2011: Mniam!
- 2011: ZhuZhu Pets: Wielka przygoda chomików

## Polski dubbing
- 1976: Ja, Klaudiusz − Marcelus, Kastor
- 1982: E.T.
- 1985-1988: M.A.S.K. –
  - Pilot (odc. 23),
  - Reżyser (odc. 25),
  - Kelner (odc. 25),
  - Doktor Landa (odc. 26),
  - Pan Yama (odc. 28),
  - Maszynista (odc. 29),
  - Malcolm (odc. 31),
  - Baron Fritz von Hauser (odc. 32),
  - Profesor Ponti (odc. 33),
  - Klient Mayhema (odc. 35),
  - Emir Amhar (odc. 36),
  - Harry (odc. 37),
  - Bigot (odc. 38),
  - Prowadzący aukcję (odc. 40),
  - Komentator zawodów (odc. 41),
  - Brat Nikodemas (odc. 42),
  - Kapłan Majów (odc. 46),
  - Tavy (odc. 47),
  - Profesor (odc. 61),
  - Steven Mandrik (odc. 64),
  - Kolejarz (odc. 65),
  - Buddie Hawks (odc. 66, 72–74),
  - Lester Sledge (odc. 74),
  - Dwayne (odc. 70),
  - Dron (odc. 72–73)
- 1993: Dwaj zgryźliwi tetrycy – Jacob
- 1994: Maska – Charlie
- 1995: Powrót do Wiklinowej Zatoki – Serafin
- 1995: Pocahontas – John Smith
- 1995: Jeszcze bardziej zgryźliwi tetrycy – Jacob
- 1995-2001: Star Trek: Voyager – Chakotay
- 1996: Byli sobie odkrywcy
- 1996-1997: Incredible Hulk – Victor von Fatum / Dr. Doom (odc. 7)
- 1998: Zima w Wiklinowej Zatoce – Serafin
- 1998: Srebrny Surfer – Mentor
- 1999: Scooby Doo i Duch Czarownicy – Burmistrz
- 1999-2001: Batman przyszłości
- 2000: Wampirek – Bob
- 2000-2001: Przygody Kuby Guzika – Jim Button
- 2002: Złap mnie, jeśli potrafisz – Carl Hanratty
- 2002: Mali agenci 2: Wyspa marzeń – Donagan
- 2002-2003: Psie serce – jeden z psów
- 2002-2007: Kim Kolwiek
- 2003: Zapłata – John Wolf
- 2003: Mali agenci 3D: Trójwymiarowy odjazd – Donnagan
- 2004: 7 krasnoludków – historia prawdziwa – Prezes
- 2004: Przygody Lisa Urwisa – Osioł
- 2005: Przetrwać święta – Horace Vangilder
- 2005: Robotboy – Ojciec Kurta
- 2005: Zathura – Kosmiczna przygoda – Ojciec
- 2006: Happy Feet: Tupot małych stóp – Noah
- 2006: Ciekawski George – Clovis
- 2006: Wymiennicy – Konrad Fleem
- 2006: Syn gwiazd
- 2006: Sekret – Doktor Ben Johnson
- 2008: Lato Muminków – Tata Muminka
- 2008: Podróże na burzowej chmurze
- 2009: Renifer Niko ratuje święta – Wicher
- 2009: inFamous – Alden
- 2010: Mysi agenci – Don Podlov
- 2010: Heavy Rain – ojciec braci Sheppardów
- 2010: God of War: Duch Sparty – Midas
- 2010: StarCraft II: Wings of Liberty – Dr Narud; Duke; Krążownik
- 2011: Mniam! – Śliski
- 2011: Muppety – Hobo Joe
- 2011: Rage – Szalony Joe; Osadnik; Johan; Carlson; Dylan
- 2011: Ratchet & Clank: 4 za jednego – Cronk
- 2011: Niesławny: Infamous 2 – Policjant; Afroamerykanin
- 2011: Harry Potter i Insygnia Śmierci: Część II – Śmierciożerca
- 2012: Risen 2: Mroczne wody – Jim; O'Brian
- 2012: Renifer Niko ratuje brata – Wicher
- 2012: Żółwik Sammy 2 – Sammy
- 2013: StarCraft II: Heart of the Swarm – Narud
- 2013: God of War: Wstąpienie – Marynarz z Kirze
- 2013: Ratchet & Clank: Nexus – Cronk
- 2014: Niesamowity Spiderman 2 – Donald Menken